# Phryneta flavescens
Phryneta flavescens là một loài bọ cánh cứng trong họ Cerambycidae.